# Giải PFCS cho phim hay nhất
Giải PFCS cho phim hay nhất là một giải của Hội các nhà phê bình phim thành phố Phoenix (Hoa Kỳ) dành cho phim được bầu chọn là hay nhất. Giải này được lập từ năm 2000.

## Các phim đoạt giải

### Thập niên 2000
| Năm  | Phim                                              | Đạo diễn          |
| ---- | ------------------------------------------------- | ----------------- |
| 2000 | Almost Famous                                     | Cameron Crowe     |
| 2001 | The Lord of the Rings: The Fellowship of the Ring | Peter Jackson     |
| 2002 | The Lord of the Rings: The Two Towers             | Peter Jackson     |
| 2003 | The Lord of the Rings: The Return of the King     | Peter Jackson     |
| 2004 | The Aviator                                       | Martin Scorsese   |
| 2005 | Cinderella Man                                    | Ron Howard        |
| 2006 | United 93                                         | Paul Greengrass   |
| 2007 | No Country for Old Men                            | Ethan & Joel Coen |
| 2008 | Slumdog Millionaire                               | Danny Boyle       |

Bản mẫu:PFCS Awards Chron